# Сезар Бальдаччіні
Сезар, справжні ім'я та прізвище Сезар Бальдаччіні (фр. Cesar Baldaccini; 1 січня 1921, Марсель, Франція — †6 грудня 1998, Париж, Франція) — французький скульптор. Найбільшу популярність Сезару принесли твори з металобрухту, у 1960-х він отримав світове визнання завдяки скульптурам з остовів розбитих машин. Художник використав своє ім'я як творчий псевдонім. На честь Сезара Бальдаччіні була названа французька кінопремія «Сезар».

## Біографія
Сезар Бальдаччіні народився у Марселі 1 січня 1921. Батьки Сезара були італійськими іммігрантами, батько — бондар та виноторговець. У 1933 він кинув школу, у 1935–1943 навчався в Школі витончених мистецтв (École supérieure d'art et de design Marseille-Méditerranée) у Марселі (вечірнє навчання), потім з 1941 по 1954 (з перервами) в Національній школі образотворчих мистецтв (École nationale supérieure des beaux-arts) у Парижі. У 1956 Сезар взяв участь у Венеціанському бієнале, потім у Бієнале Сан-Пауло, а також в Документі II  в 1959. У 1960 Сезар ввійшов до об'єднання «Новий реалізм», створене П'єром Рестані (до групи також входили такі художники, як Жан Тенглі, Ів Кляйн, Христо та інші). Багатогранна творчість художника знайшла міжнародне визнання ще за його життя. Ставши відомим, Сезар вів досить екстравагантне життя, у 1971 лише Сальвадор Далі, майстер провокації, привертав більше уваги французької преси, ніж Бальдаччіні. У 1976 Сезар був удостоєний ордена Почесного легіону. 
Помер Сезар Бальдаччіні 6 грудня 1998 у Парижі. Похований на цвинтарі Монпарнас, ділянка 11, недалеко від могили Хуліо Кортасара.

## Творчість

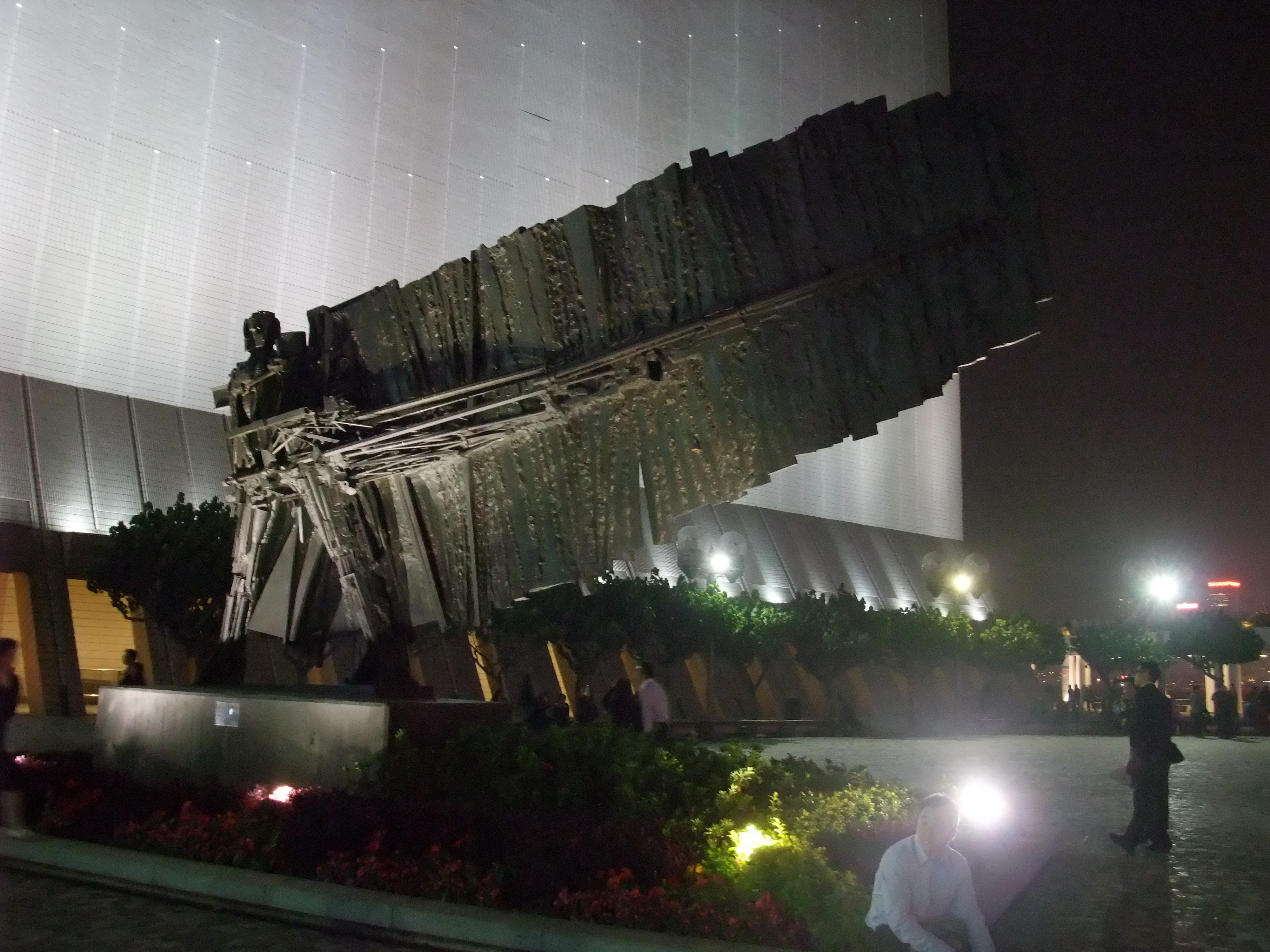
Flying Frenchman

### Твори з металобрухту
На початку творчої кар'єри (з 1953) Сезар Бальдаччіні створював скульптури з металобрухту, з'єднуючи шматки за допомогою зварювального апарату. У цих творах можна простежити вплив Пікассо та Рішьє. Ці скульптури відрізнялися різноманітністю форм і фактур, властивості металобрухту не маскувалися, а навпаки, активно використовувалися.

### Компресії

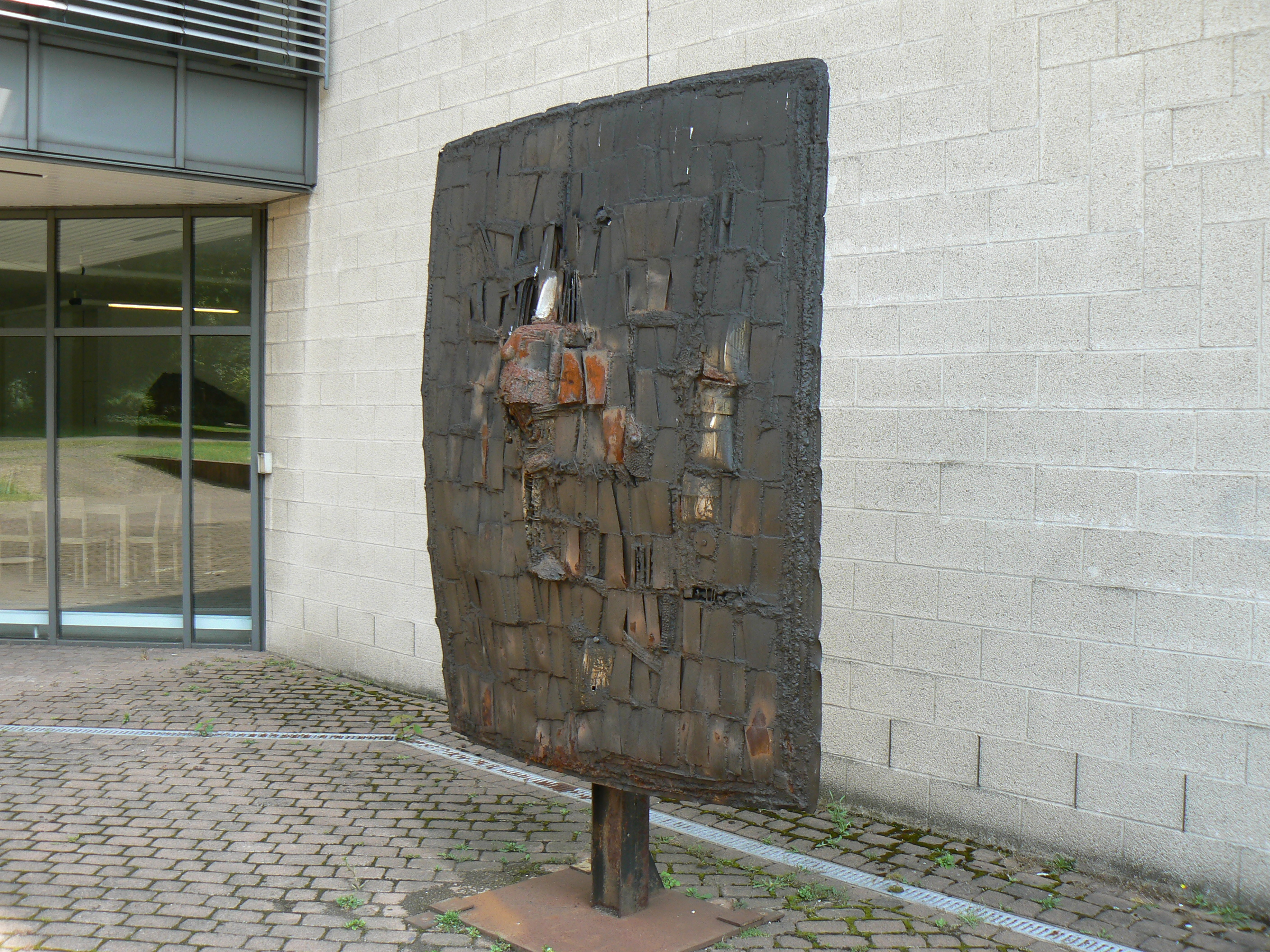
L'Homme de Figanieres, 1964

З 1958 року Бальдаччіні почав використовувати техніку компресії, яка полягала в тому, що художник поміщав під гідравлічний прес або ковальський молот різноманітні предмети, включаючи старі автомобілі. Найбільш монументальним твором такого плану стала стіна зі спресованих автомобілів, показана на Венеціанській бієнале в 1995 році у французькому павільйоні (вага твору становила 520 тонн). У 1980-і роки Сезар створив компресії з дорогих матеріалів — роздроблених годинників Картьє і ювелірних виробів, також створив ескізи нових ювелірних речей на базі уламків. Художник є автором золотого призу за досягнення у французькому кінематографі — «Сезара», названого так на його честь. Для Фонду Картьє у 1986 Сезар зробив монументальну компресію з 16 розбитих на ралі автомобілів — Champions.

### Експансії
З кінця 1960-х років Сезар почав створювати протилежні за духом компресіям експансії, з'єднуючи скульптуру і хепенінг. Художник у присутності публіки розливав на підлозі галереї чи музею спінений поліуретан, який застигав в різних формах. Одна з перших експансій була представлена у травні 1967 на Салоні в Парижі. До деяких робіт Сезар застосовував вогонь, вносячи в гладкі блискучі форми зміни за допомогою факела, називаючи це «combustions».

### Augmentations

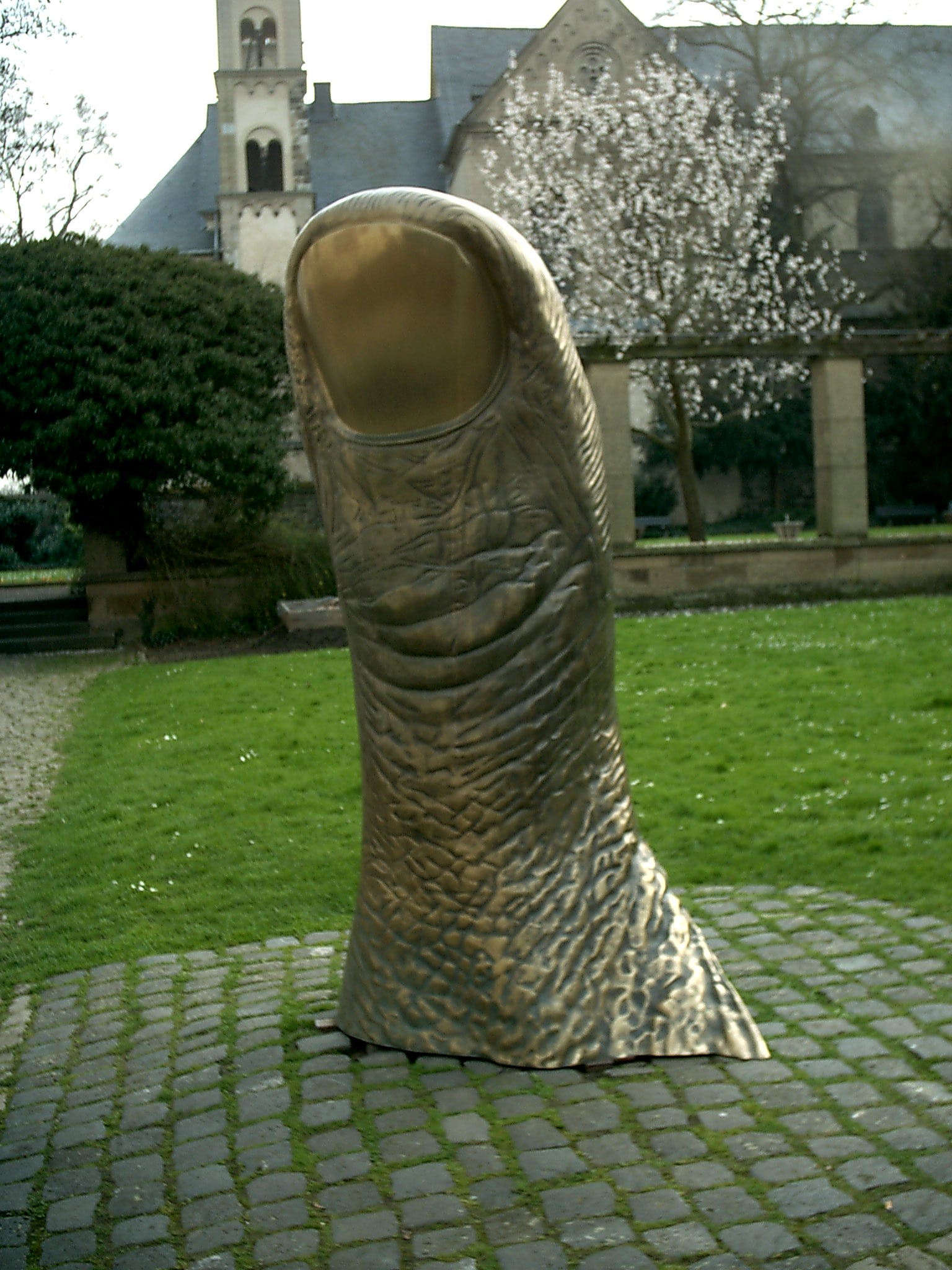
Le pouce.

Техніка збільшення скульптурних моделей за допомогою пантографа наштовхнула Сезара на ідею копіювання частин тіла (художник називав ці збільшені копії «augmentations»).
У 1965 році він представив на виставці в галереї свій знаменитий Pouce — збільшену копію великого пальця (1,85 метра у висоту). Під час Олімпійських ігор в Сеулі (1988) Сезар відлив цю скульптуру з бронзи (цього разу палець був висотою 6 метрів). Надалі були відлиті ще два шестиметрових пальця з бронзи. Одна з таких скульптур була встановлена у вигляді монумента в паризькому районі Ля Дефанс (1984), у 2007 вона була продана на аукціоні за 1219000 €. Третій «Палець» знаходиться у Марселі, рідному місті художника.
Також Сезар створив монументальну скульптуру Fist («Кулак»), вагою 7 тонн, з нержавіючої сталі, встановлену влітку 1970.

### Centaure
Скульптура Сезара Le Centaure (кентавр), яка досягає майже п'яти метрів у висоту, являє собою відлитого у бронзі бородатого кентавра з двома наборами геніталій (людськими спереду і кінськими ззаду). Істота виглядає досить агресивною, незважаючи на голуба у лівій руці. Створена за замовленням Міністерства культури у 1983 і встановлена на площі в Парижі у 1985, скульптура замислювалася як данина поваги Пікассо. Сезар дружив з Пікассо, який прожив більшу частину життя в Парижі.